# Ben White (periodista financiero)
Ben White (fallecido el 1 de junio de 2024) fue un periodista estadounidense conocido por su cobertura en finanzas y política.

## Biografía
White fue el corresponsal económico jefe de Politico. Antes de unirse a Politico en 2009, trabajó para The New York Times. Entre 2005 y 2007, fue editor bancario de Estados Unidos y corresponsal de Wall Street para Financial Times. White también había sido corresponsal de Wall Street para The Washington Post.
White escribió la columna Morning Money de Politico sobre la intersección entre la política pública y las finanzas. Business Insider describió la cobertura de White sobre el precipicio fiscal como "sin igual."
En 2009, mientras trabajaba en The New York Times, White compartió el premio de la Society of Business Editors and Writers (SABEW) por la cobertura de noticias de última hora de la crisis financiera de 2007-08.
White se graduó en 1994 en el Kenyon College. Falleció después de una breve enfermedad el 1 de junio de 2024.